# 6324 Kejonuma
6324 Kejonuma eller 1991 DN1 är en asteroid i huvudbältet som upptäcktes den 23 februari 1991 av de båda japanska astronomerna Shigeru Inoda och Takeshi Urata i Karasuyama. Den är uppkallad efter Kejo-numa.